# محمدرضا توسلی محلاتی

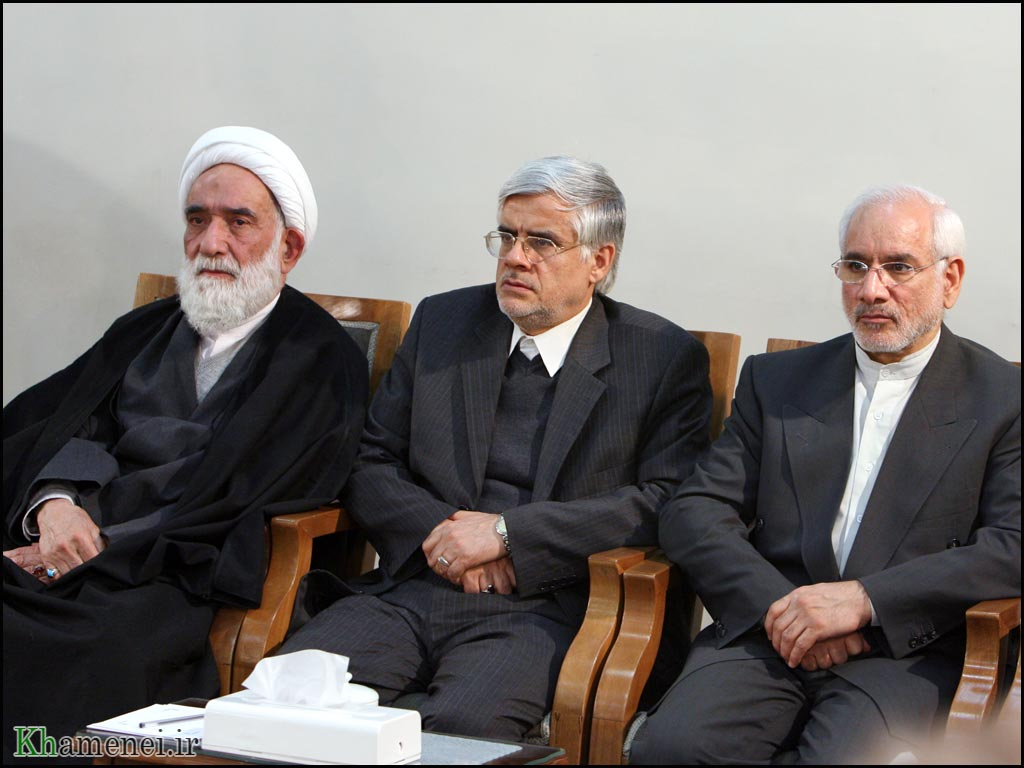
محمدرضا توسلی محلاتی (فرد سمت چپ) - ۲۰۰۷

محمدرضا توسلی محلاتی (زادهٔ ۱۳۰۹، محلات – درگذشتهٔ ۲۸ بهمن ۱۳۸۶، تهران) فقیه و سیاست‌مدار ایرانی، رئیس دفتر سید روح‌الله خمینی، عضو مجمع تشخیص مصلحت نظام، شورای بازنگری قانون اساسی و مجلس خبرگان رهبری بود.

## تحصیلات
محمدرضا توسلی در ۱۳۰۹ در محلات متولدشد. در سال ۱۳۲۳ تحصیلات حوزوی را در حوزه علمیه محلات آغاز کرد و در سال ۱۳۲۵ وارد حوزه علمیه قم شد.سید حسین طباطبایی بروجردی، سید روح‌الله خمینی، سید محمد باقرسلطانی طباطبایی، محمدصدوقی، مرتضی حائری یزدی، مجاهدی، اصفهانی و موسی صدر، از استادان وی در دوره‌های سطح و خارج هستند.

## سوابق
وی پس از ورود سید روح‌الله خمینی به قم مسئول ملاقات‌های و از اعضای ارشد دفتر وی بود. سرپرستی حجاج ایرانی چند دوره عضویت در مجمع تشخیص مصلحت نظام، عضویت در شورای بازنگری قانون اساسی، دبیرخانه مرکزی ائمه جمعه و مجلس خبرگان از سوابق اوست. محلاتی سال‌ها ریاست دفتر سید روح الله خمینی را برعهده داشت. 
از دیگر سوابق وی بیان احکام شرعی در رادیو تهران در دهه ۱۳۶۰ تا اواسط دهه ۱۳۷۰ بود.

## درگذشت
محمدرضا توسلی، صبح شنبه ۲۷ بهمن ۱۳۸۶ در جلسه مجمع تشخیص مصلحت نظام در حال قرائت نطق پیش از دستور، دچار عارضه قلبی شد و پس از انتقال به بیمارستان درگذشت.مراسم تشییع وی در روز یکشنبه ۲۸ بهمن از حسینیه شماره ۲ جماران به‌سوی حرم سید روح الله خمینی با حضور جمعی از مردم برگزار شد و سپس در آرامگاه روح‌الله خمینی دفن گردید.